# Михелау им Штајгервалд
Михелау им Штајгервалд (њем. Michelau im Steigerwald) општина је у њемачкој савезној држави Баварска. Једно је од 29 општинских средишта округа Швајнфурт. Према процјени из 2010. у општини је живјело 1.111 становника. Посједује регионалну шифру (AGS) 9678157.

## Географски и демографски подаци
Михелау им Штајгервалд се налази у савезној држави Баварска у округу Швајнфурт. Општина се налази на надморској висини од 291 метра. Површина општине износи 14,2 km². У самом мјесту је, према процјени из 2010. године, живјело 1.111 становника. Просјечна густина становништва износи 79 становника/km².